# 灵觉寺
灵觉寺，位于中国广东省梅州市大埔县西河上黄沙，为梅州市大埔县的一个县级文物保护单位，类型为古建筑，公布时间为1985年4月。
灵觉寺的历史年代为唐代。